# Tweestrepige zakvleermuis
De tweestrepige zakvleermuis (Saccopteryx bilineata)  is een zoogdier uit de familie van de schedestaartvleermuizen (Emballonuridae). De wetenschappelijke naam van de soort werd voor het eerst geldig gepubliceerd door Temminck in 1838.